# کازوئو کوروکی
کازوئو کوروکی (به ژاپنی: 黒木和雄 Kuroki Kazuo) یک کارگردان فیلم ژاپنی بود که به خصوص برای فیلم‌های در مورد جنگ جهانی دوم و زیر سؤال بردن گناه فردی شناخته می‌شود. از فیلم‌های او می‌توان به قتل ریوما (۱۹۷۵) اشاره کرد.